# Transfesa

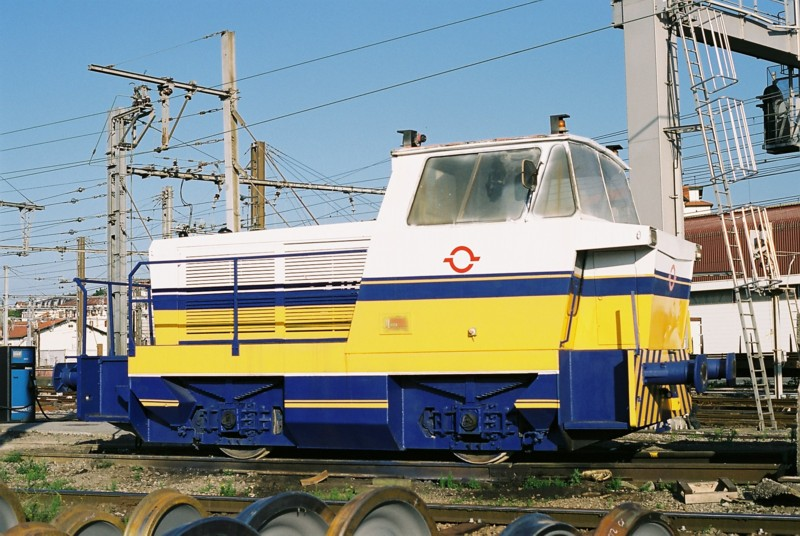
Rangierlok der Transfesa (2008)

Die Transfesa Logistics S.A. ist ein spanisches Transport- und Logistik-Unternehmen mit Sitz in Madrid, das sich auf Schienen- und Straßentransporte unter anderem für die Automobilindustrie spezialisiert hat. An Transfesa sind die Deutsche Bahn (ca. 84 %) und die Renfe (ca. 11 %) beteiligt. Der Rest sind eigene Aktien und andere.

## Produktbereiche
Transfesa bietet Transportleistungen mit Zug, mit Lkw und intermodal an. Weitere Bereiche sind Kontraktlogistik und Outsourcing von Logistikleistungen. Für die Instandhaltung von Schienenfahrzeugen hat Transfesa mehrere Werkstätten. Transfesa betreibt zwölf intermodale Terminals und Umspureinrichtungen in Cerbère und in Hendaye.
Die Güterwagenwerkstätten der Transfesa befinden sich in Portbou und in Soto del Real.
Seit 2020 bietet Transfesa in Zusammenarbeit mit EPS Europe unter dem Namen CoolRail eine Direktverbindung von Valencia nach Rotterdam für den Transport von Kühlware an.

## Semat
Die Sociedad de Estudios y Explotacion de Material Auxiliar de Transportes S.A. (kurz: SEMAT) ist auf Logistik für Kraftfahrzeuge spezialisiert und betreibt in Spanien dazu 16 Logistikzentren mit Werkstätten.  Am Unternehmen sind Transfesa (63 %) und Renfe (37 %) beteiligt.

## Geschichte
Gegründet wurde Transfesa 1943 in Badajoz. Geschäftsgegenstand war seiner Zeit die Beförderung von Vieh. Ab 1949 beförderte sie Südfrüchte in eigenen umspurbaren Kühlwagen von Spanien nach Europa. Hierzu wurden an der Grenze eigene Anlagen zur Umspurung von spanischer Breitspur auf europäische Normalspur gebaut. Es konnte so das Umladen der empfindlichen Früchte vermieden werden. Weitere Transportleistungen zwischen Spanien und Europa folgten. Die Tätigkeitsbereiche wurden im Laufe der Jahre erweitert. Die Deutsche Bahn hat im Juli 2007 einen Anteil von etwas über 50 Prozent an dem Unternehmen für rund 130 Millionen Euro erworben.
Transfesa machte 2013 mit rund 1.000 Mitarbeitern (2006: 1200) einen Umsatz von rund 190 Millionen Euro (2006: 290 Millionen Euro).